# Vilho Rättö
Vilho Rättö (Kanneljärvi, 10 marzo 1916 – Anjalankoski, 21 gennaio 2002) è stato un militare finlandese, insignito della onorificenza di Cavaliere della Croce di Mannerheim di seconda classe nel corso della guerra di continuazione.

## Biografia
Nacque a Kanneljärvi il 10 marzo 1916, figlio di Helena. Partecipò alla guerra d'inverno contro l'Unione Sovietica come fuciliere, venendo posto in congedo il 25 maggio 1940.  Dopo lo scoppio della guerra di continuazione fu assegnato ad un reparto di cannoni controcarro dello Jalkaväkirykmentti 27. Catturato un cannone anticarro nemico da 45 mm, privo del dispositivo di mira, con esso distrusse quattro carri armati nemici mirando attraverso la canna. Per questo fatto, il 3 agosto 1941, fu insignito dell'onorificenza di Cavaliere della Croce di Mannerheim,  primo soldato semplice a ricevere la più alta onorificenza militare finlandese. Tra il 1942 e il 1943 fu posto in congedo per malattia, rientrando in servizio attivo nel corso del 1943 assegnato allo RTR 3. Promosso sergente il 1 novembre 1944, dopo la fine delle operazioni belliche fu posto in congedo il 19 dello stesso mese. Ritornato alla vita civile lavorò come agricoltore e imprenditore orticolo (1945-1956), tassista ad Anjalassa (1956–1966), ed operaio presso una raffineria Neste Oy a Sköldvikin (1966–1975). Il 20 novembre 1968 è stato promosso sergente maggiore della riserva. Si spense ad Anjalankoski il 21 gennaio 2002. La salma venne poi tumulata nel cimitero di Anjalaan.

### Annotazioni
1. ↑  Già subito dopo la battaglia, il comandante della 18ª Divisione, colonnello generale Aaro Pajari, gli aveva conferito la Medaglia della Libertà di I classe.

### Fonti
1. 1 2 3 4 5 6 7 8 9  Mannerheim Ristinritarit.
2. 1 2 3  Nenye, Munter, Wirtanen, Birks 2016, p. 93.